# Sean Eldridge
Sean Eldridge (31 de julho de 1986) é um investidor e ativista político estadunidense. 
É diretor político da Freedom to Marry, uma organização que faz campanha pelo direito de casais do mesmo sexo a se casarem nos Estados Unidos. É publicamente homossexual e em 2009 participou do jantar oferecido pelo presidente Barack Obama com seu namorado Chris Hughes, um empresário americano que co-fundou e atuou como porta-voz do diretório on-line da rede social e site de relacionamento Facebook, com os colegas de quarto da Harvard. Mark Zuckerberg, Dustin Moskovitz e Eduardo Saverin.